# Jessica Springsteen

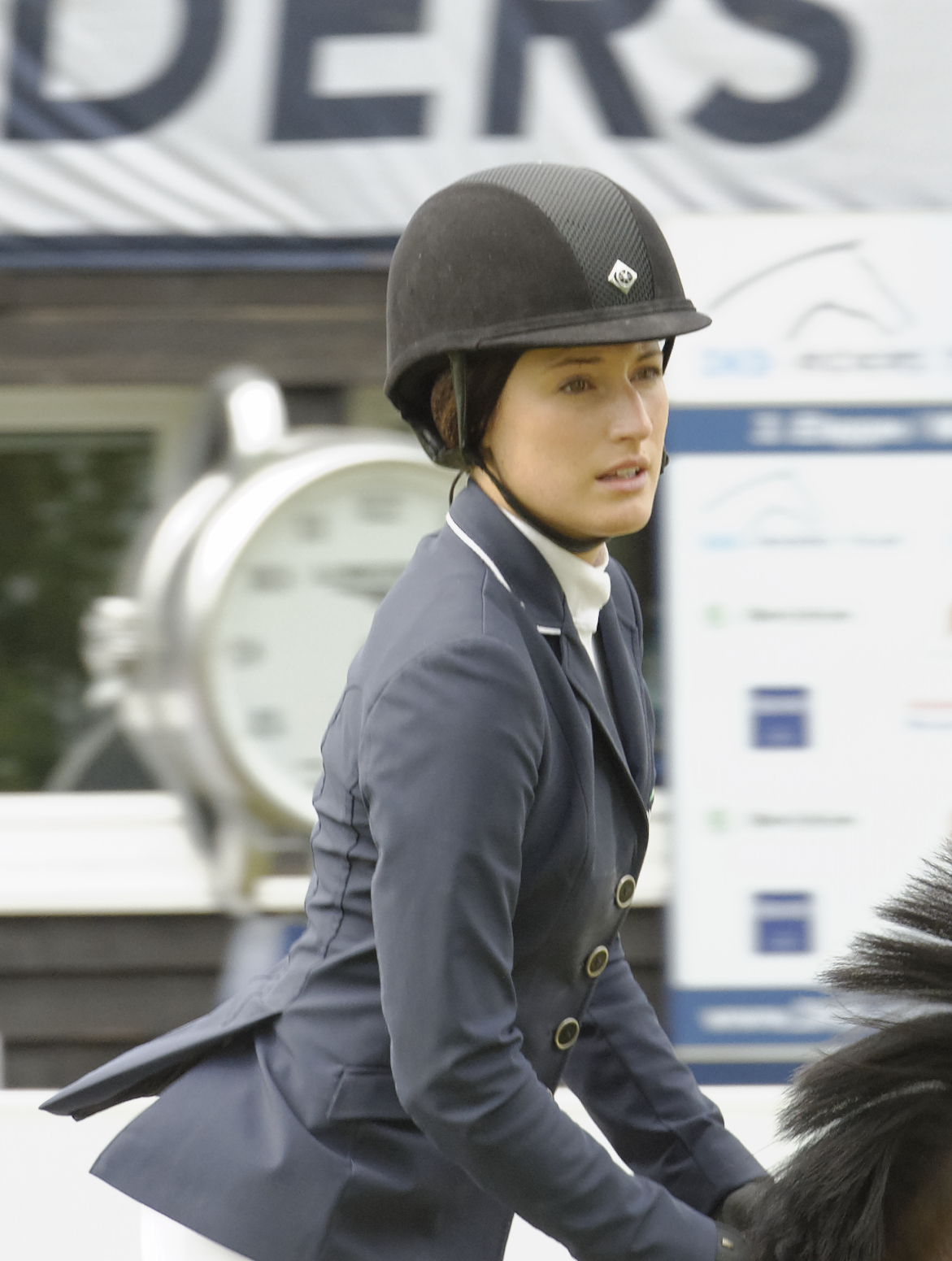
Jessica Springsteen, 2013

Jessica Rae Springsteen (* 30. Dezember 1991 in Los Angeles, Kalifornien) ist  eine US-amerikanische Springreiterin. Bei den Olympischen Spielen in Tokyo 2021 gewann sie mit der Mannschaft die Silbermedaille im Springreiten. Sie ist die Tochter des Rockmusikers Bruce Springsteen.

## Leben
Springsteen wurde 1991 in Los Angeles als zweites Kind und einzige Tochter des Rockmusikers Bruce Springsteen und der Sängerin Patti Scialfa geboren. Ihr älterer Bruder Evan James Springsteen ist ebenfalls Musiker.  Als Jessica und ihre Brüder eingeschult wurden, zog die Familie von Los Angeles nach New Jersey, um die Kinder vor Paparazzi zu schützen. Die Familie besitzt neben anderen Anwesen dort eine Farm in Colts Neck.
Im Mai 2015 schloss Jessica Springsteen ihr Psychologie-Studium an der Duke University in Durham (North Carolina) ab. Von 2015 bis 2018 war sie mit dem Polospieler Nicolas Roldan liiert; seit 2018 führt sie eine Beziehung mit dem Springreiter Lorenzo de Luca.

## Karriere

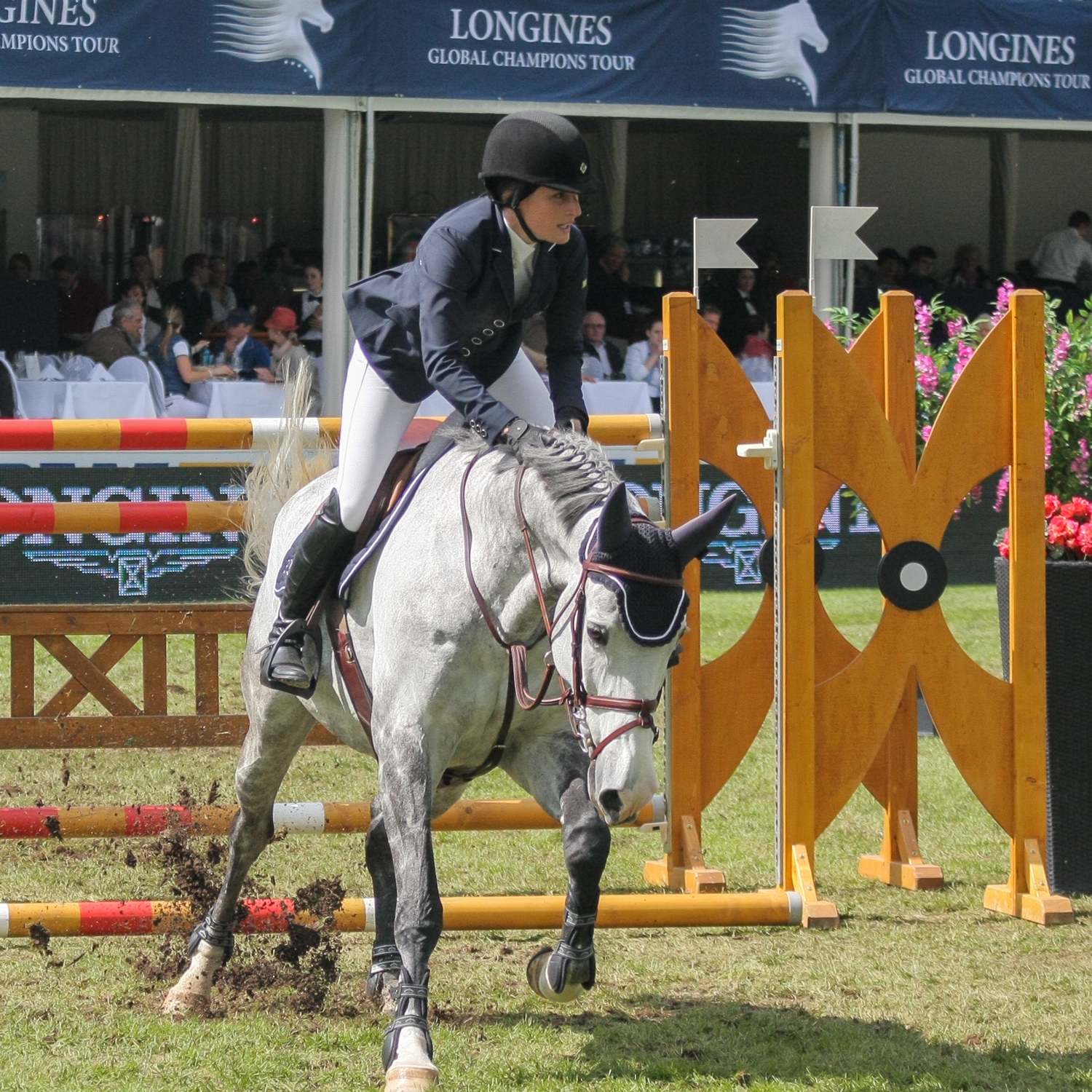
Jessica Springsteen mit Pferd Zero, 2013

Im Alter von fünf Jahren kam Springsteen über ihre Mutter zum Reiten. Mit 16 Jahren gewann sie das ASPCA Maclay Final in Syracuse. 2008 war sie Teil des siegreichen US-Teams bei den U18-Nordamerikameisterschaften, 2010 Mitglied der Junioren-Nationalmannschaft der USA beim Reitturnier Horses & Dreams in Hagen am Teutoburger Wald. Zwei Jahre später hatte sie ihren ersten Nationenpreisstart in der Altersklasse der Reiter (engl. Senior riders): Beim CSIO 5* Gijón war sie mit dem Pferd Vornado van den Hoendrik Teil der US-amerikanischen Mannschaft.
Kurz nach den Olympischen Spielen 2012 kaufte ihr Vater ihr das Mannschafts-Gold-Pferd des Briten Peter Charles, Vindicat W. Bis Mai 2015 trainierte sie bei Mannschaftsolympiasiegerin Laura Kraut. Anschließend wechselte sie mit ihren Pferden auf die Anlage von Jan Tops im niederländischen Valkenswaard. Inzwischen lebt sie mit ihrem Lebensgefährten in Belgien.
Im Februar 2020 befand sie sich auf Platz 48 der Weltrangliste. 2021 nahm Springsteen zum ersten Mal an Olympischen Spielen teil und schied im Einzelwettkampf in der Vorrunde aus. Im Mannschaftswettbewerb gewann sie mit ihren Teamkollegen die Silbermedaille hinter den Schweden, denen sie erst im Stechen unterlagen.

### Fernsehen
2021 spielte sie sich in einem Gastauftritt in der Gossip-Girl-Folge Portrait of a Lady Alexander selbst. Im selben Jahr produzierte sie gemeinsam mit Robert Redford und ihrer Mutter die Dokumentation The Mustangs: America's Wild Horses.

## Pferde
aktuelle Turnierpferde
- Volange du Val Henry (* 2009), Französische Fuchsstute, Vater: Quidam de Revel, Muttervater: Cassini I, Besitzer: Stone Hill Farm, 2016 von Edwina Alexander (AUS) bzw. Alberto Zorzi (ITA) übernommen
- Gmail (* 2016), Selle Français-Schimmelhengst, Vater: Cornet Obolensky, Muttervater: Diamant de Semilly
- Cayman de Poteau Z (* 2015), brauner Zangersheider Hengst, Vater: Cayado 3, Muttervater: Casall
- Cocaine de Talma (* 2012), Selle Français-Fuchsstute, Vater: Baloubet du Rouet, Muttervater: Cento
- Naomi van het Keizershof (* 2013), Belgisches Warmblut Schimmelstute, Vater: VDL Cardento 933, Muttervater: For Pleasure
- Galaxy Girl (* 2016), braune Stute Schwedisches Warmblut, Vater: L.B. Casanova, Muttervater: Cypriano 3
- Don Juan van de Donkhoeve (* 2009), brauner Hengst Belgisches Sportpferd, Vater: Bamako de Muze, Muttervater: Heartbreaker

ehemalige Turnierpferde
- Vindicat W (* 2002), brauner KWPN-Wallach, Vater: Guidam, Muttervater: Libero H, seit 2012, zuvor von Peter Charles geritten, seit 2017 pensioniert
- Vornado van den Hoendrik (* 1998), brauner Belgischer Wallach, Vater: Darco, Muttervater: Ramiro Z, Besitzer: Stone Hill Farm, seit 2010, seit 2017 pensioniert
- Lisona (* 2001), braune Stute Irisches Sportpferd, Vater: Obos Quality, Muttervater: Porsch, Besitzer Stone Hill Farm, seit 2015 pensioniert
- Wish (* 2003), braune KWPN-Stute, Vater: Numero Uno, seit 2012 unter ihr, zuvor von Catherine van Roosbroeck geritten, zuletzt im Juni 2014 im internationalen Sport eingesetzt
- Temmie (* 2000), brauner KWPN-Wallach, Vater: Matterhorn, Muttervater: Indoctro, Besitzer: Fam. Springsteen, seit 2011 unter ihr, zuvor von Rebecca Ravilious geritten, zuletzt im Oktober 2012 im internationalen Sport eingesetzt
- Cincinnati la Silla (* 2001), braune Stute, Vater: Carry, Muttervater: Acobat II, seit 2011 unter ihr, zuvor von Laura Crooks und Sean Crooks geritten, zuletzt im August 2013 von Leah De Martini im internationalen Sport eingesetzt
- Papillon 136 (* 1997), KWPN-Fuchswallach, Vater: Guidam, Muttervater: Cavalier, zuletzt im Oktober 2014 unter Rachel Boggus im Sport eingesetzt
- La Movida (* 1996), braune Selle Français-Stute, Vater: Surcouf de Revel, Muttervater: Rigoletto, zuletzt 2007 im Sport eingesetzt
- Cynar VA (* 2007), Zangersheider Schimmelwallach, Vater: Clarimo, Muttervater: Alcatraz, Besitzer: Stone Hill Farm, Ende 2015 von Martin Fuchs (SUI) übernommen, zuletzt im Juli 2020 im internationalen Sport eingesetzt
- Davendy S (* 2003), braune Belgische Stute, Vater: Kashmir van Shuttershof, Muttervater: Pachat II, Besitzer: Stone Hill Farm, Mitte 2014 von Eugenie Angot (FRA) übernommen, zuletzt im September 2017 im internationalen Sport eingesetzt
- Tiger Lily (* 2007), Oldenburger Fuchsstute, Vater: Balou du Rouet, Muttervater: Domino, Besitzer: Stone Hill Farm, Mitte 2015 von Massimo Grossato (ITA) übernommen, zuletzt im Dezember 2021 im internationalen Sport eingesetzt
- RMF Swinny du Parc (* 2006), braune Französische Stute, Vater: Caspar, Muttervater: Laudanum xx, Besitzer: Rushy Marsh Farm LLC, Ende 2016 von Denis Lynch (IRL) übernommen, zuletzt im September 2019 im internationalen Sport eingesetzt
- RMF Zecilie (* 2007), braune Holsteinerstute, Vater: Acorado, Muttervater: Canturo, Besitzer: Rushy Marsh Farm LLC, Ende 2016 von Denis Lynch (IRL) übernommen, zuletzt im September 2022 im internationalen Sport eingesetzt
- Dutsboy (* 2008), brauner KWPN-Wallach, Vater: Veron, Muttervater: Lux Z, Besitzer: Stone Hill Farm, Mitte 2014 von Joy Lammers (NED) übernommen, zuletzt im März 2019 von Darragh Kenny im internationalen Sport eingesetzt
- Fleur de L'Aube (* 2005), braune Belgische Stute, Vater: Thunder van de Zuuthoeve, Muttervater: Alcatraz, Besitzer: Stone Hill Farm, Ende 2016 von Tim Stockdale (GBR) übernommen, zuletzt im März 2020 im internationalen Sport eingesetzt
- Troyes (* 2000), brauner KWPN-Hengst, Vater: Carlino, Muttervater: Renomee, zuletzt 2009 im Sport eingesetzt

## Erfolge
- 2010: 3. Platz in der Einzelwertung der Nordamerikanischen Meisterschaft der Jungen Reiter mit Vornado van den Hoendrik
- 2011: 3. Platz im Weltcupspringen von Lexington KY (CSI 4*-W) mit Cincinnati sowie mit der US-amerikanischen Mannschaft 1. Platz im Nationenpreis der Jungen Reiter von Lamprechtshausen (CSIOY) mit Vornado van den Hoendrik
- 2012: 1. Platz in der Qualifikation für die Global-Champions-Tour-Etappe in Wien (CSI 5*) mit Vornado van den Hoendrik sowie mit der US-amerikanischen Mannschaft 8. Platz im Nationenpreis von Gijón (CSIO 5*) mit Vornado van den Hoendrik
- 2013: 3. Platz in einem Weltcupspringen in Wellington FL (CSI 2*-W) mit Vindicat W
- 2014: 2. Platz in einem Weltcupspringen in Wellington FL (CSI 3*-W) mit Vindicat W, 3. Platz im abschließenden Großen Preis des Winter Equestrian Festivals (CSI 5* Wellington FL) mit Vindicat W
- 2015: 3. Platz im Großen Preis der 7. Woche des Winter Equestrian Festivals (CSI 5* Wellington FL) mit Vindicat W
- 2019: 1. Platz im Springen für die Global Champions Tour in Saint-Tropez (CSI 5*) mit Zecilie
- 2021: Silbermedaille im Mannschafts-Springreiten bei den Olympischen Sommerspielen in Tokio mit Don Juan van de Donkhoeve